# Aerofotogrammetria

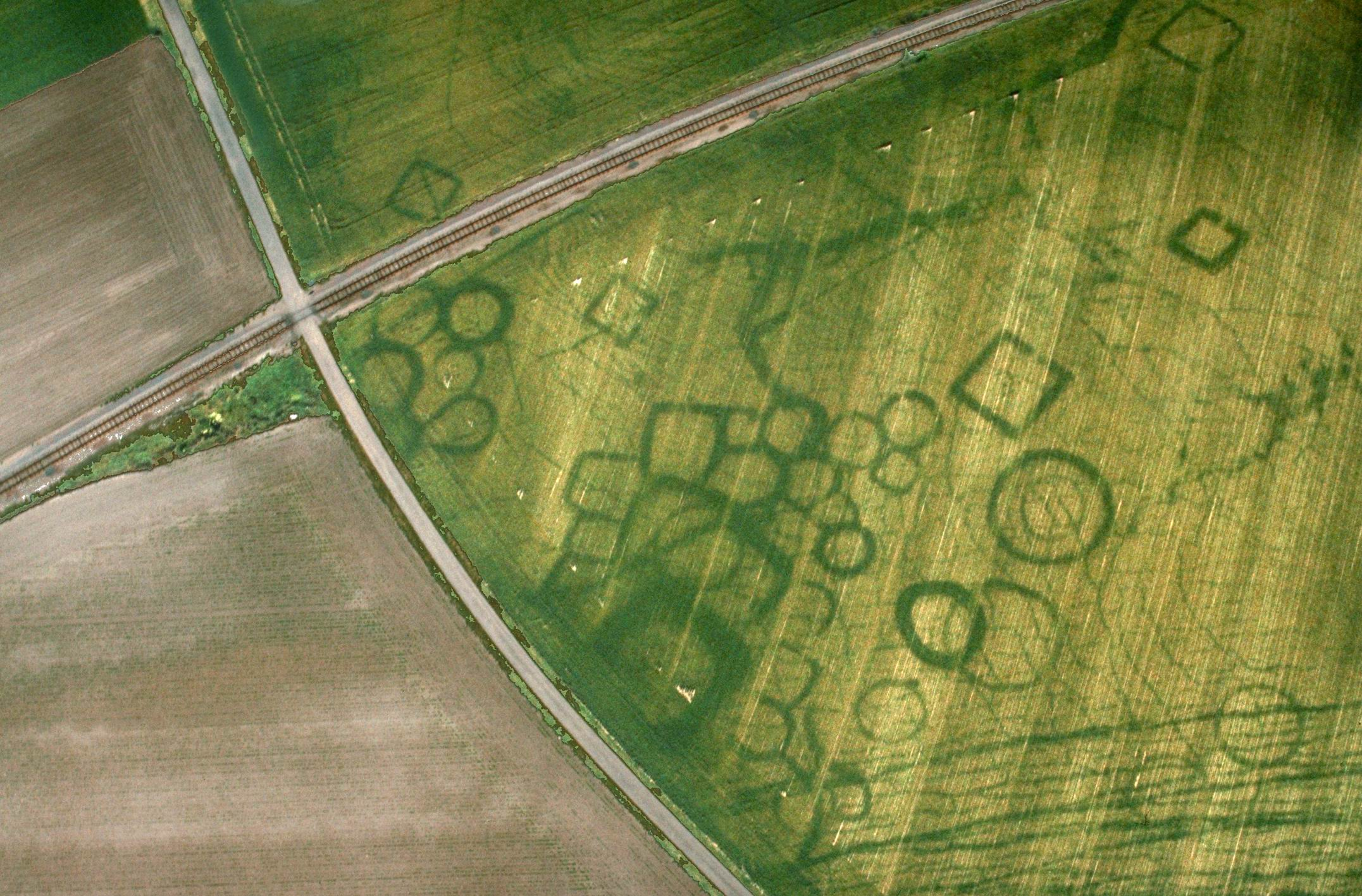
Esempio di lettura dei cropmark di un sito protostorico (Grézac, Francia)

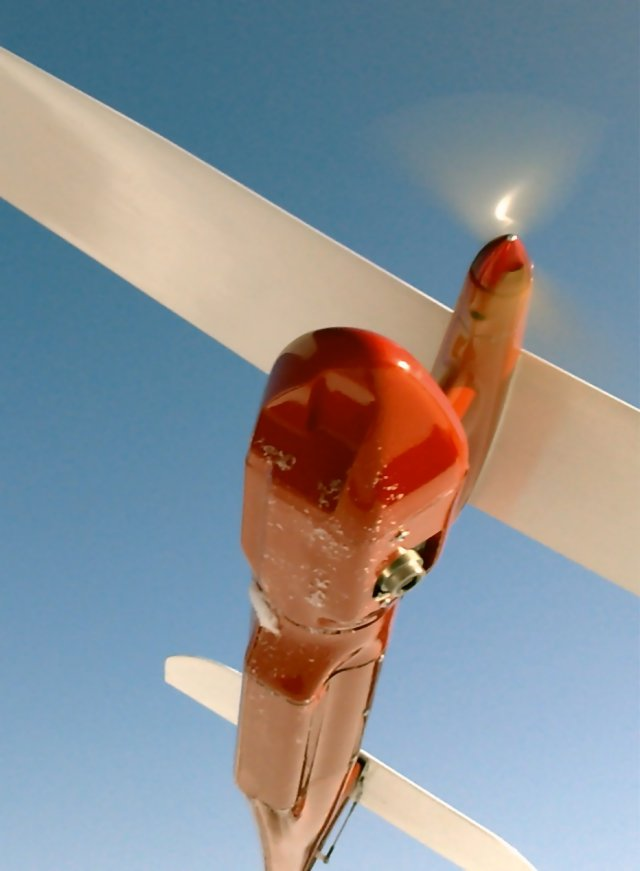
Pteryx UAV, polacco un aereo civile di tipo UAV per fotografie aeree.

L'aerofotogrammetria è una tecnica utile al rilevamento delle caratteristiche del terreno non facilmente percepibili al livello del suolo, attraverso fotogrammi scattati a distanza, che trova applicazione in numerosi campi, dalla cartografia alla geologia all'archeologia.
Le prime foto aeree furono realizzate in Francia nel 1858, a bordo di un aerostato: a realizzarle fu Nadar (Gaspard-Félix Tournachon, 1820-1910), pioniere della fotografia. Per la realizzazione di aerofotografie esistono aerei appositamente attrezzati, ma si possono utilizzare anche aerei a pilotaggio remoto.

## Tipi di ripresa aerea
Nell'aerofotogrammetria si distinguono più tipi di presa tra cui:
1. Nadirale (o verticale). L'asse del gruppo ottico è perpendicolare alla superficie terrestre, con tolleranza (tilt) non superiori a 4 gradi.[1] Le riprese sono eseguite a quote alte, con la possibilità di scegliere tempi di scatto più lunghi. Data la grande distanza dal suolo, la resa è quasi planimetrica, se si eccettuano le lievi deformazioni prospettiche sui bordi dell'immagine[1] e le deformazioni di scala dovute all'andamento altimetrico. Nonostante la bidimensionalità dei fotogrammi, è facile recuperare la tridimensionalità attraverso la stereoscopia: a tal fine, è sufficiente combinare immagini della stessa porzione di suolo, scattate in istanti diversi[1][2] (e quindi con angolazioni diverse). Naturalmente, la stereoscopia si apprezzerà solo nelle porzioni sovrapposte almeno del 60% di due immagini.[2]
2. Panoramica. Eseguita a quote più basse, consente la visione del paesaggio a "volo d'uccello".[1] A differenza della ripresa nadirale, gli oggetti sono a distanze significativamente diverse: la visione è prospettica e non è possibile valutare le proporzioni tra oggetti posti a distanza diversa.[1] Le quote più basse, unite alla velocità di crociera dell'aeromobile, impongono tempi di scatto più brevi.[1] Particolare cura dovrà essere posta nello scongiurare posizioni di controluce.[1] Le quote basse, inoltre, costringono a tener conto della presenza, lungo la rotta, di eventuali rilievi.[1]
3. Trimetrogon. Si scattano tre foto in contemporanea, con tre camere ottiche: una centrale, in posizione verticale, e due laterali, inclinate di 60 gradi verso l'esterno.[1] Le tre camere devono essere in configurazione tale da assicurare sovrapposizione tra le tre foto. Si utilizza principalmente in geologia.[1]

### Strip-run
La successione di foto verticali (in gergo «strisciata», o strip-run) deve prevedere una parziale sovrapposizione tra una foto e quella successiva. La rotta del velivolo può essere ricostruita unendo, sulla planimetria, i centri delle immagini ottenute.
Al fine di abbattere le distorsioni prospettiche ai bordi, le successioni di foto verticali devono sempre garantire una sovrapposizione del 60% circa tra immagini successive. Anche le "strisciate" adiacenti dovranno sovrapporsi del 20% circa, anche al fine di scongiurare il rischio di lasciare scoperte porzioni di suolo. Le immagini parzialmente sovrapposte dovranno avere la stessa scala e lo stesso tono.

### Pellicole
Le pellicole usate, con negativi di grande formato, potranno essere a colori, in bianco e nero, o sensibili all'infrarosso.
Le pellicole in bianco e nero devono essere di tipo pancromatico, che esibiscono una maggior estensione nella scala di grigi rispetto alle pellicole ortocromatiche. La resa del bianco e nero viene corretta con l'interposizione di un filtro ottico giallo chiaro o giallo medio.
Le pellicole all'infrarosso potranno essere, a colori o in bianco e nero, con l'adozione, a seconda dei casi, di opportuni filtri.
Oggi quasi completamente superate da camere digitali.

## Campi di utilizzo

### Rilevazione dell'idrografia, dell'inquinamento, e dello stato vegetazionale

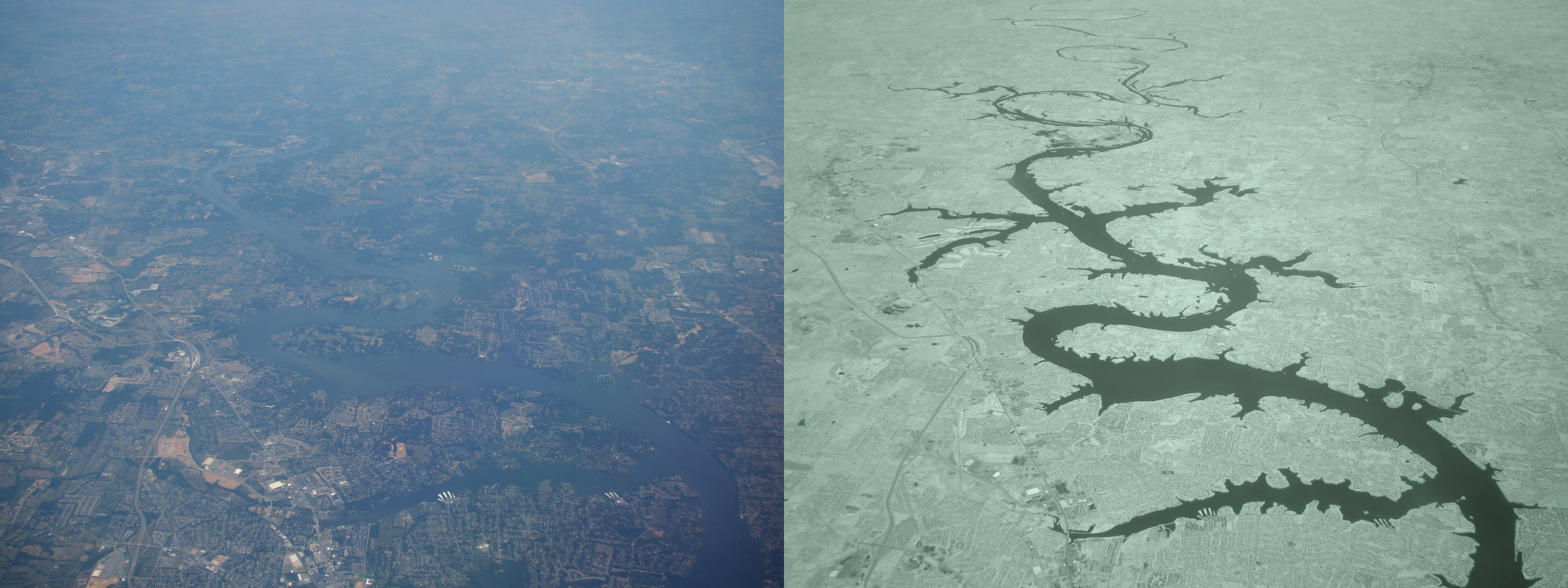
Confronto tra due foto identiche: a sinistra nel visibile e a destra nell'infrarosso con interposizione di un filtro passa basso alla lunghezza d'onda di 900nm

La ripresa in bianco e nero all'infrarosso, con l'aggiunta di filtri rossi o rosso scuri, è di particolare utilità per studi sullo stato della vegetazione e per il rilevamento dell'idrografia, dal momento che il tono di grigio ottenuto dipende non dal colore ma dalla capacità di emissione nello spettro infrarosso: i corsi d'acqua, ad esempio, spiccheranno per il loro colore scuro, dovuto al basso livello di riflessione dell'infrarossa. Negli stessi corsi d'acqua, saranno evidenziati eventuali scarichi industriali o domestici. Per quanto riguarda l'esame della vegetazione, le latifoglie saranno più chiare delle aghifoglie e le piante sempreverdi più scure della piante decidue. Più scure appaiono anche le piante malate o attaccate da insetti: in questo caso, la fotografia aerea è in grado di anticipare anche di settimane la visibilità del danno, rispetto alla sensibilità dell'occhio umano e della fotografia ordinaria.
Per quanto riguarda lo stato di salute delle piante, di grande utilità è la fotografia all'infrarosso a colori: ad esempio, le conifere sane evidenzieranno un colore viola, rossastro o bluastro. Le piante decidue sane, se osservate in primavera estate, evidenzieranno un colore rosso o rosso carminio.

### Archeologia

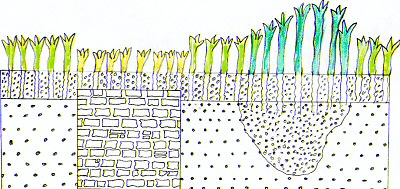
Schema delle differenze di crescita nella vegetazione in corrispondenza di resti sepolti

Nel campo dell'archeologia la fotografia aerea è uno strumento di indagine che consente di evidenziare tracce, non percepibili da terra, di resti interrati. Permette inoltre di cogliere, con una visione d'insieme, i reciproci rapporti spaziali dei ritrovamenti portati alla luce.
Nelle prime indagini archeologiche si cercò di ottenere una visione dall'alto per mezzo di palloni aerostatici o ponteggi, ma la tecnica si rivelò utile soprattutto dopo l'introduzione degli aeroplani e dopo le ampie campagne di fotografie aeree condotte, a scopo tattico militare, durante la prima e seconda guerra mondiale.

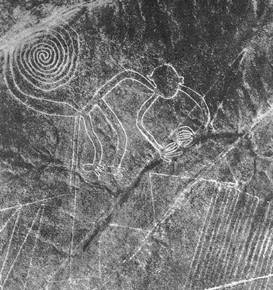
La cosiddetta Scimmia di Nazca, geoglifo nell'area desertica a sud del Perù

Le fotografie, possono essere riprese verticalmente, o obliquamente. I migliori effetti si ottengono con fotografie scattate in diverse stagioni dell'anno e spesso possono essere utili immagini scattate al tramonto o all'alba, in condizioni di luce radente. Si possono utilizzare tecniche di ripresa all'infrarosso (termografia) che evidenziano le differenze termiche e di umidità nel terreno.
I resti sepolti possono essere individuati per la presenza di minimi rilievi nel terreno in corrispondenza del sottostante materiale più compatto, oppure per le differenze di crescita nella vegetazione, che può essere ostacolata o rallentata nel suo sviluppo se ciò avviene in corrispondenza di resti sepolti piuttosto che in zone con terreno più profondo. Gli allineamenti di queste tracce minime si distinguono assai più efficacemente in una visione d'insieme dall'alto.
Inoltre, la fotografia aerea a tappeto di una regione permette di individuare le grandi linee e l'orientamento delle suddivisioni agricole antiche (ad esempio la centuriazione romana), che spesso in pianura sono state conservate attraverso i secoli e hanno determinato l'orientamento delle vie di comunicazione antiche, spesso ricalcate anche da quelle moderne.
In ogni caso, gli allineamenti leggibili nelle fotografie possono avere anche origini naturali ed è sempre necessario un controllo al suolo.
La tecnica è invece di difficile impiego in regioni coperte da foreste, in cui le tracce umane non sono visibili dall'alto se non in caso di insediamenti di vaste dimensioni (come per le città azteche in Messico).

## Legislazione
Con il D.P.g. 29 settembre 2000, n. 367, è stata liberalizzata l'attività di ripresa aerea. Il decreto presidenziale definisce comunque dei limiti all'art. 4. Divieti temporanei delle attività di ripresa aerea, comma 1: 
«Quando, per motivi di pubblica sicurezza, di sicurezza nazionale o per altri rilevanti interessi nazionali, le competenti Autorità militari o di pubblica sicurezza dispongono divieti temporanei delle attività di rilevamento e ripresa aerea sul territorio nazionale e sulle acque territoriali o su parte di essi; le medesime assicurano che dei divieti sia data tempestiva comunicazione ai soggetti interessati attraverso idonea pubblicazione edita dal Servizio nazionale di informazioni aeronautiche.»